# Убице мог оца (5. сезона)
Пета сезона криминалистичке телевизијске серије Убице мог оца емитована је од 8. јануара до 13. фебруара 2022. године. Пета сезона садржи 12 епизода. 

## Радња
У новој сезони паралелно пратимо садашњост али и прошлост и коначно сазнајемо ко су убице оца Александра Јаковљевића.
Централна тема серијала у садашњости је вршњачко насиље међу младима.

## Улоге

### Главне
- Вук Костић као Александар Јаковљевић
- Тихомир Станић као Предраг Марјановић
- Марко Јанкетић као Мирко Павловић
- Миодраг Радоњић као Зоран Јанкетић
- Нина Јанковић Дичић као Јелена
- Славко Штимац као Сава
- Марко Васиљевић као Горан Драгојевић
- Славиша Чуровић као Мишко

### Епизодне
- Сара Симовић као Дајана Николић
- Иван Заблаћански као инспектор Влада Петровић
- Предраг Бјелац као Никола Ковачевић
- Бранка Катић као Ива Јовићевић
- Сања Моравчић као Ирена
- Горан Шушљик као заступник Драгош
- Мирјана Карановић као Загорка Обрадовић
- Владан Гајовић као Миле Јаковљевић
- Ђорђе Мишина као Вукша Милојковић
- Иван Ђорђевић као Веселин "Веса" Бајовић
- Бранислав Томашевић као Миодраг "Миша" Зворник
- Младен Леро као Филип
- Драгана Обрадовић као дактилографкиња
- Бранимир Поповић као Рамадан
- Јована Стевић као Даница
- Сандра Љубојевић као Светлана
- Нада Блам као Мица
- Марко Павловски као Жара
- Дафина Достанић као Дафина
- Милена Васић као Биба
- Милена Даутовић као Уна
- Марко Пауновић као Зворников телохранитељ/поштар
- Теодор Винчић као Павле
- Андреј Јемцов као Андреј
- Данијела Врањеш као заступница
- Лука Радосављевић као Гвозден Ракић
- Новак Радуловић као Новак
- Драган Гутовић као Гута
- Мирослав Јовић као Станко
- Дејан Дедић као Јанко
- Милица Јанкетић као портпарол полиције Сара
- Јован Бацковић као Оги
- Барбара Брадач као Јана
- Љубиша Милишић као Љубан Милојковић
- Ивана Николић као Драгана
- Татјана Кецман као Бранка
- Марко Гверо као Витко
- Милан Граховац као продавац новина Милан
- Вељко Ђорђевић као конобар
- Слобода Мићаловић као Дуња Дедовић
- Растко Јанковић као Иван
- Слободан Љубичић као разредни старешина
- Тијана Јанковић као професорка
- Јелисавета Орашанин као Тијана Поповић
- Ненад Хераковић као сектолог Душан Костић
- Милан Чучиловић као Нешковић
- Весна Кљајић Ристовић као бака
- Исидора Грађанин као Тања
- Аница Добра као Рада
- Миодраг Крчмарик као заступник Милић
- Зоран Цвијановић као Мане Николић
- Тања Пјевац као Вања Николић
- Милица Јаневски као заступница Маринковић
- Ивана Панзаловић као секретар
- Срђан Пантелић као Телохранитељ Срђан
- Милош Петровић Тројпец као телохранитељ Ненад
- Раденко Спасојевић као краниста
- Франо Ласић као заступник Жегарац
- Наташа Балог као заступница Илић
- Павле Јеринић као Бађо
- Петар Божовић као Жеравица
- Младен Кнежевић као полицајац
- Иван Нинчић као Стојко
- Вања Јовановић као медицинска сестра
- Марко Недељковић као Ђукић
- Влада Максимовић као стражар
- Александар Стојић као тетовирани
- Даша Кодемо као жена
- Зорана Милошаковић Тасић као секретарица
- Никола Поповић као нов полицајац
- Александар Вучковић као таксиста
- Александар Петровић као други човек
- Мирослав Мркић као трећи човек
- Даница Николић као службеница
- Никола Бајски као таксиста
- Стефан Старчевић као полицајац
- Дејан Петошевић као полицајац

### Гостујуће
- Саша Матић као он лично

## Епизоде
| Бр. у серији | Бр. у сезони | Назив          | Редитељ       | Сценариста      | Премијерно емитовање |
| --- | ------------ | -------------- | ------------- | --------------- | -------------------- |
| 44 | 1            | „Епизода 5.1”  | Маша Нешковић | Наташа Дракулић | 8. јануар 2022.      |
| После пуцњаве на Александра, сви се питају ко би могли бити наручиоци. Марјановић први зна да му многи раде о глави. Саслушање Николе Ковачевића након покушаја бекства не одвија се баш онако како је полиција желела. У прошлости видимо егзекуцију Александровог оца Милета и ко је све ту био. У савременом делу приче, нестаје тинејџер Андреј. Његова мајка, пошто познаје Марјановића, тражи помоћ од њега. Нажалост, на обали реке је пронађен леш. |              |                |               |                 |                      |
| 45 | 2            | „Епизода 5.2”  | Маша Нешковић | Наташа Дракулић | 9. јануар 2022.      |
| Сахрана је Александрове мајке. Полиција интензивно ради на расветљавању Андрејевог нестанка. Појављују се нови докази након што је у школи коју је похађао постојао већ раније случај вршњачког насиља који је резултирао самоубиством једног ученика. Мирко препушта већи део истраге Горану јер сваки час очекује дете. Новинари опседају полицију због пуштања Николе Ковачевића. Он смишља велику освету. У прошлости полако се разоткрива Милетов живот пре убиства. |              |                |               |                 |                      |
| 46 | 3            | „Епизода 5.3”  | Маша Нешковић | Наташа Дракулић | 15. јануар 2022.     |
| Након новог атентата на Александра, Марјановић је одлучан по сваку цену да га заштити. Александар то упорно одбија јер је престао да му верује. У прошлости пратимо Милетов и Марјановићев однос и видимо да је и ту постојало много тајни. Горан и Влада настављају притисак на школу и ђаке, устремљују се посебно на Вукшу који је био директно актер првог случаја али и Андрејеву најбољу другарицу Дајану. Нажалост, на обали реке пронађен је још један леш. |              |                |               |                 |                      |
| 47 | 4            | „Епизода 5.4”  | Маша Нешковић | Наташа Дракулић | 16. јануар 2022.     |
| Нажалост, пронађен је Андрејев леш. Сава још не може да утврди да ли се ради о убиству или самоубиству. Његова мајка је очајна. Марјановић је лично теши. На Миркову молбу, Александар пристаје на пуну заштиту и сели се. Мирко се прикључује истрази око Андреја као и Дуња. Открива се и да директорка школе крије неке тајне. Саопштавају ђацима да је Андреј мртав. Ново саслушавање ђака окреће истрагу на нову страну. Александар и Марјановић се мире и он му допушта да спроведе план како да пронађе несталог Зворника. Сави је позлило. |              |                |               |                 |                      |
| 48 | 5            | „Епизода 5.5”  | Маша Нешковић | Наташа Дракулић | 22. јануар 2022.     |
| Зоран није срећан што је Марјановић опет вратио Александра на позицију и дао му одрешене руке. Александар с друге стране интензивно ради на свом плану не бирајући средства као и увек. Марјановић је дубоко погођен Андрејевом смрћу и Ирениним болом. У прошлости се разоткрива и њихова веза. Интензиван притисак полиције на школу и ђаке доноси и потпуни преокрет на истрагу. Почињу и прва привођења. Никола и Обрадовићка се састају након дужег времена. |              |                |               |                 |                      |
| 49 | 6            | „Епизода 5.6”  | Маша Нешковић | Наташа Дракулић | 23. јануар 2022.     |
| Дајана је много тога сакрила од полиције што мења ток истраге. У притвору је највише уплашена доласком родитеља али инспектори не одустају после сазнања да су код Андреја пронађене секташке књиге и да их је она лагала о комуникацији с њим у ноћи кад је нестао. Суочавају се са нечим по први пут у животу и у томе им Зоран свесрдно помаже. Александар наставља са својим планом, убеђује Марјановића да је све у реду али наравно преузима и неке кораке њему иза леђа не слутећи до чега ће га то довести. Марјановић се присећа Милета и истог таквог његовог понашања пред његову смрт. Сава напокон утврђује узрок Андрејеве смрти. |              |                |               |                 |                      |
| 50 | 7            | „Епизода 5.7”  | Маша Нешковић | Наташа Дракулић | 29. јануар 2022.     |
| Марјановић се свађа с Обрадовићком што му ради иза леђа. Постаје уморан од свега: од сећања на прошлост, Милета и грижа савести због Ирене. Инспектори интензивно саслушавају ђаке, скупили су нове доказе, ломе Дајану, али она је избезумљена. Вукша и даље изиграва мангупа али сви су потенцијално осумњичени јер се сад ради о истрази убиства. Сава покушава с Јеленом да утврди што више чињеница о Андрејевом убиству. Александар је погођен сазнањима које открива не знајући да ће ствари постати још много горе. |              |                |               |                 |                      |
| 51 | 8            | „Епизода 5.8”  | Маша Нешковић | Наташа Дракулић | 30. јануар 2022.     |
| Инспектори интензивно раде на утврђивању свих чињеница поготово што су и код претреса Дајаниног стана пронађене секташке књиге али она и даље ћути. Дуња испитује њене родитеље, свесна да они немају појма о њој. Марјановић покушава да помогне, али брине за Александра који је нестао и побегао пратњи. Марјановић има утисак да му по први пут у животу ствари клизе из руку, мучи га и Никола поготово што је Рада нестала. Неће бити једина. Зоран доноси лоше вести о Бибиној погибији. Новинари су наравно већ скочили полицији на врат и морају да раде брзо и на том правцу. |              |                |               |                 |                      |
| 52 | 9            | „Епизода 5.9”  | Маша Нешковић | Наташа Дракулић | 5. фебруар 2022.     |
| Зоран није срећан што је Марјановић пустио Александра да опет ради шта хоће, али због своје амбиције ћути. Морају што пре да новинарима дају одговоре, а крију да је одавно Зворник нестао из болнице. Марјановић мора на Андрејеву сахрану. Мучи га Николино понашање, јер му Гута преноси све и слути да је корак испред њих и да има везе с нестанком сведока. Враћају му се у свест и сцене са Милетом од чега је уморан. Инспектори раде на два фронта. Tраг који је Горан открио око школе енглеског, и после Ивиног привођења, још више усложњава ситуацију. Сви су на ивици снага. Дајана и даље ћути, иако је у саслушање укључен и сектолог. На све још то и Мишков нестанак. Сава, иако се лоше осећа, наставља да ради и мисли на Раду, као да слути шта јој се дешава. |              |                |               |                 |                      |
| 53 | 10           | „Епизода 5.10” | Маша Нешковић | Наташа Дракулић | 6. фебруар 2022.     |
| Александар више нема стрпљења и времена за чекање! Одлучио је да удари на Зворника. Извукао је признање из његовог телохранитеља где се налази и сада се упутио на његову адресу. Спрема се жесток окршај. Архив из школе показује да их је Ива лагала и наређују њено привођење. Ирена је очајна. Она моли Марјановића да открије ко јој је убио сина. С обзиром на то да зна колико ју је Миле волео, он јој обећава да ће то и учинити. Међутим, Марјановић не слути да постоји још нешто. Инспектори настављају интензивно да раде на саслушањима. Поново приводе Дајану. Девојка у почетку одбија да сарађује, али убрзо на површину испливавају њене нове лажи, што додатно компликује цео случај. Полиција сазнаје важан податак који би могао истрагу да поведе у правцу разрешења. Испоставило се да Вукша нема покриће за ноћ кад се догодило убиство. Ово признање инспектори су извукли из његовог друга Филипа. Да ли је Вукша убица? Мирко је преморен од свега, само мисли на свет у коме ће одрасти његова деца не слутећи још колико је у стварности све суровије. |              |                |               |                 |                      |
| 54 | 11           | „Епизода 5.11” | Маша Нешковић | Наташа Дракулић | 12. фебруар 2022.    |
| Чека се Николино саслушање, Марјановић је преузео кораке. Александар је потресен вестима о Зворниковој смрти, након успешне акције. Он је сада потпуно сигуран у то да је у праву што све време сумња на њега. Али, још га више мучи бол и сазнање да му је отац којег је толико волео био прљав. Све му се срушило. Мирко је покушао да га утеши, али Андрејево убиство није разрешено и морају брзо да раде. Јасно је о колико се уиграној секти ради и да је школа енглеског била само параван за то. Мишко се изненадно појављује на саслушању. |              |                |               |                 |                      |
| 55 | 12           | „Епизода 5.12” | Маша Нешковић | Наташа Дракулић | 13. фебруар 2022.    |
| Након оног што је пронашао у очевом сефу и олакшања, Александар креће на све или ништа и то сам. Његова одлука избезумљује Марјановића, јер мисли и на Николу, не знајући да му је одани Гута мртав. Покушај Дајаниног самоубиства показује колико је лоше стање њене психе и то не само због тога што је покушала да преузме Андрејево убиство на себе. Родитељи напокон схватају у којем је она стању, али његово убиство још није решено. Оно што откривају на крају биће прави шок за све. Ништа није онакво како заправо изгледа. Александар се никоме не јавља читав дан. И док се сви питају где је и шта намерава, он је спреман за сусрет са правим очевим убицом очи у очи. |              |                |               |                 |                      |

## Филмска екипа
- Режија: Маша Нешковић
- Сценарио: Наташа Дракулић
- Продуценти: Предраг Гага Антонијевић
 Макса Ћатовић
- Извршни продуцент: Петар Вукашиновић 
 Милош Кодемо
 Сара Маринковић
- Редитељ акционих сцена:Милош Кодемо
- СТБ редитељ: Мирослав Лекић
- Директор серије: Бранкица Ралић Срећковић
- Директор Фотографије: Иван Костић
- Монтажа: Филип Дедић
- Композитор: Александра Ковач
 Роман Горшек
- Костим: Ана Мићковић
- Сценографија: Јелена Милинковић Миладиновић
- Помоћник режије: Павле Јакичић 
Милош Кувекаловић
- Продукција: Телеком Србија 
 Извршна продукција Данделион продакшн 
Филм данас